# نظریه توئیستر

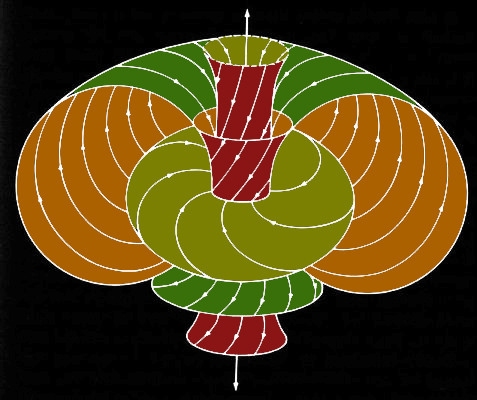
نمایی از ساختار یک‌پرتو نور (فوتون)، به‌عنوان یک توئیستر بر اساس نظریهٔ راجر پنروز

در فیزیک نظری و ریاضی، نظریه توئیستر (به انگلیسی: twistor theory) نگاشتی از اشیای هندسی فضازمان متعارف ۳+۱ بعدی (فضای مینکوفسکی)  به یک فضای ۴ بعدی با امضای متریک (۲،۲) را ارائه می کند. این فضا فضای توئیستر نامیده می‌شود و مختصات مختلط آن را توئیستر می نامند.
نظریه توئیستر نخستین بار در سال ۱۹۶۷ توسط راجر پنروز به عنوان امکانی برای نظریه گرانش کوانتومی پیشنهاد شد.